# Anika Rasmussen
Anika Sarah Rasmussen (født 18. november 1996 i Odense) er en cykelrytter fra Danmark, der kører for Cykling Odense.

## Historie
Som datter af cykelrytterne Claus og Ulla Rasmussen, samt lillesøster til Alex Rasmussen, blev Anika Rasmussen født ind i cykelsport, hvor banecyklingen var det primære. I 2008 kørte hun de første ungdomsløb for Cykling Odense. I 2022 endte hun på en samlet andenplads ved Supercuppen i banecykling.
Hun har i flere år været en del af Thorvald Ellegaard Arena og Fyen Rundt, hvor hun har været i løbsorganisation og ledelsen.